# Tadj ol-Molouk
Tadj ol-Molouk (Nimtaj Ayromlou) (17 de março de 1896 - 10 de março de 1982) foi rainha consorte da Pérsia como a esposa de Reza Pahlavi, fundador da dinastia Pahlavi e Xá do Irã entre 1925 e 1941. O título foi dada depois de se tornar Rainha significa "coroa dos reis" na língua persa. Ela era a filha do General de Brigada Teymūr Khan Ayromlou.

## Biografia
Tadj ol-Molouk (Nimtaj Ayromlou) foi a primeira rainha do Irã de ter desempenhado um papel público, e ter realizado uma posição oficial na sociedade pública. Ela desempenhou um papel importante na abolição do véu no Irã durante o reinado de seu marido. No inverno de 1934, Reza Xá exigiu a presença da rainha e as duas princesas em uma cerimônia oficial no Colégio de Professores de Teerã. Todos os três estavam presentes nesta cerimónia e estavam vestidos com ocidentais, roupas sem um véu. Esta foi a primeira vez que uma rainha iraniana mostrou-se em público. Posteriormente, o xá tinha fotos de sua esposa e filhas publicados; outros homens foram obrigados a revelar as suas esposas e filhas. Com isso, o véu foi abolido. Reza Xá foi deposto em 1941.
Rainha Nimtaj teve quatro filhos: Shams Pahlavi, Mohammad Reza Pahlavi, o último xá do Irã, e sua irmã gêmea Ashraf, e Ali Reza Pahlavi I.
Ela morreu em Acapulco, México, em 10 de março de 1982, após uma longa batalha com leucemia sete dias antes de seu aniversário de 86 anos.

## Títulos, estilos
- 1896-1918 : Senhorita Nimtaj Ayromlou
- 1918-1925 : Sra. Reza Khan
- 1925-1941 : Sua Majestade A Rainha do Irã
- 1941-1982 : Sua Majestade A Rainha Mãe do Irã